# Majdan-Kolonia
Majdan-Kolonia – dawna kolonia w Polsce, w województwie lubelskim, w powiecie janowskim, w gminie Modliborzyce.
1 stycznia 2024 nazwa miejscowości została zniesiona.
| SIMC    | Nazwa  | Rodzaj    |
| ------- | ------ | --------- |
| 0799730 | Majdan | część wsi |

Kolonia w sołectwie Majdan.
W latach 1975–1998 miejscowość administracyjnie należała do województwa tarnobrzeskiego.